# Six (musical)
Six to brytyjski musical z książką, muzyką i tekstami autorstwa Toby’ego Marlowa i Lucy Moss. Musical ten jest współczesną opowieścią o życiu sześciu żon Henryka VIII przedstawioną jako koncert pop, w którym żony, śpiewając na zmianę, opowiadają swoją historię, aby pokazać która z nich cierpiała najwięcej z powodu Henryka. Żona, która została skrzywdzona najbardziej miała zostać liderką grupy.
Musical został po raz pierwszy wystawiony przez studentów Uniwersytetu Cambridge na festiwalu Fringe w Edynburgu w 2017 roku. Od tego momentu, doczekał się profesjonalnych adaptacji nie tylko na West Endzie i Broadwayu, ale również na całym świecie.

## Fabuła
Sześć Królowych przedstawia swoją historię występując na koncercie pop i uświadamia publiczność, że pozycja głównej wokalistki zespołu będzie nagrodą dla tej, która według nich miała najgorsze doświadczenia z ich wspólnym mężem, Henrykiem VIII („Ex-Wives”). Katarzyna Aragońska opowiada jak Henryk chciał unieważnić ich małżeństwo i mimo jej wierności umieścić ją w klasztorze by związać się z Anne Boleyn („No way”). Z kolei Anne kpi z Katarzyny, że Henryk pragnął ją zamiast niej. Potem skarży się na jego niewierność i wzbudza w nim zazdrość flirtując z innymi mężczyznami. W zamian za to ścięto jej głowę („Don’t Lose Ur Head”). Jane Seymour oznajmia, że nadeszła jej kolej, aby wziąć udział w konkursie, ale jest wyśmiewana za to, że zbyt łatwo biegło jej życie z Henrym. Jednakże przyznając, że może była jedyną osobą, którą Henry naprawdę kochał, Jane twierdzi, że jego miłość była uwarunkowana tym, że Jane urodziła mu męskiego potomka i trwała przy nim, mimo że znała jego liczne wady („Heart of Stone”).
Motywy kobiecego piękna poruszany jest w pracowni malarskiej Hansa Holbeina, gdzie królowe parodiują aplikację randkową przedstawiając królowi trzy kobiety, które może poślubić („Haus of Holbein”). Choć początkowo Henry wybiera Annę z Kleve wkrótce ją odrzuca i unieważnia małżeństwo widząc jej brak podobieństwa do portretu. Anna demonstracyjnie uskarża się na życie we wspaniałym pałacu w Richmond, ogromną fortunę i na brak mężczyzny, który mówiłby jej co ma robić, ale na koniec przechwala się tym („Get Down”). Królowe kwestionują jej zachowanie więc Anna postanawia zrezygnować z konkursu na rzecz powrotu do swojego wystawnego stylu życia. Następnie królowe poniżają Katarzynę Howard za to, że jest „najmniej istotną Katarzyną”, ale w odwecie wspomina ona wady powodów zwycięstwa innych królowych. Następnie opowiada o swojej romantycznej historii, mając wielu zalotników już jako dziecko, i początkowo rozkoszuje się swoją atrakcyjnością; jednak wkrótce ujawnia emocjonalną traumę i nadużycia, z którymi miała do czynienia w każdym z tych związków („All You Wanna Do”).
Podczas gdy królowe nadal kłócą się o to, która z nich jest prawdziwą zwyciężczynią, Catherine Parr kwestionuje sens konkursu, który definiuje je przez ich związek z Henrym, a nie jako jednostki. Królowe jednak nie słuchają i nadal się kłócą. Sfrustrowana Parr opowiada o jej rozstaniu z kochankiem, Sir Thomasie Seymour, i zaaranżowaniu małżeństwa z Henrykiem, ale zamiast rozpaczać nad tym, przyznaje, że jej osiągnięcia są niezależne od Henryka („I Don’t Need Your Love”). Pozostałe królowe, zdając sobie sprawę, że zostały ograbione ze swojej indywidualności, porzucają rywalizację i deklarują, że nie potrzebują miłości Henry’ego, aby czuć się spełnionymi osobami. Wykorzystują pozostałe chwile na scenie, aby przepisać swoje historie, śpiewając razem jako grupa, a nie jako artyści solo, i pisząc własne „długo i szczęśliwie” („Six”). W tej piosence kobiety opowiadają, jak potoczyłaby się ich historia, gdyby Henry nigdy nie był w to zaangażowany.

## Utwory muzyczne
- „Ex-Wives” – Zespół
- „Ex-Wives (Reprise)” – Zespół[i]
- „But there’s only one you need to hear from tonight. .”. – Katarzyna Aragońska[ii]
- „No Way” – Katarzyna Aragońska i Zespół
- „The One You’ve Been Waiting For” – zespół bez Anne Boleyn[i]
- „Don’t Lose Ur Head” – Anne Boleyn i Zespół
- „Heart of Stone” – Jane Seymour i Zespół
- „Now, seeing as Henry was running out of women to marry in England. .”. – Anna z Kleve[ii]
- „Haus of Holbein” – Zespół
- „Haus of Holbein (Playoff)” – Zespół[i]
- „So, I guess you alright know what happened next. .”. – Anna z Kleve[ii]
- „Get Down” – Anna z Kleve i Zespół
- „All You Wanna Do” – Katherine Howard i Zespół
- „I Don’t Need Your Love” – Catherine Parr i Zespół
- „I Don’t Need Your Love (remiks)” – Catherine Parr i Zespół[iii]
- „Six” – Zespół
- „The MegaSIX” – Zespół[i]
- „Playout” – Zespół[i]

1. 1 2 3 4 5  Nieuwzględnione w nagraniu studyjnym
2. 1 2 3  Zawarte w Broadway Cast Recording.
3. ↑  Zawarte jako część „I Don’t Need Your Love” w nagraniu obsady studyjnej.

„Haus of Holbein (Playoff)” nie znalazł się na Broadway Cast Recording.

## Proces tworzenia
Toby Marlow został wybrany przez Cambridge University Musical Theatre Society pod koniec 2016 roku do napisania nowego musicalu, który miał zostać przedstawiony na festiwalu Fringe w Edynburgu w lecie następnego roku. Pomysł na musical Six, zrodził się w głowie Marlowa podczas jego ostatniego roku studiów na Uniwersytecie w Cambridge. Początkowa koncepcja koncertu sześciu żon pojawiła się podczas zajęć z poezji, a Marlow postanowił zaangażować w to przedsięwzięcie swoją przyjaciółkę Lucy Moss. Pomimo wątpliwości, para napisała część programu podczas nauki do egzaminów końcowych. Marlow szukał potrzebnych informacji, czytając Sześć żon Henryka VIII, której autorką jest Antonia Fraser, a Moss oglądała serial dokumentalny Sześć żon Lucy Worsley. Podczas swojej pierwszej wspólnej sesji pisarskiej obejrzeli koncert Beyoncé z 2011 roku i występ opowiadający historię, Live at Roseland: Elements of 4. W przeciągu kolejnych 10 dni Marlow i Moss stworzyli fundament pod spektakl.
Scenarzyści wzorowali swoje postacie na różnych znanych gwiazdach muzyki pop:
- Katarzyna Aragońska jest wzorowana na mieszance Beyoncé z czasów, gdy stworzyła swój hit Lemonade, Jennifer Lopez i Jennifer Hudson[4][5][6]. Ponadto jej solówka „No Way” zawiera elementy zawiera fragmenty autentycznego przemówienia Katarzyny w Blackfriars[6].
- W postaci Anne Boleyn widoczna jest inspiracja Avril Lavigne, Kate Nash, Miley Cyrus i Lily Allen[5][6]. Aktorka odgrywająca rolę Boleyn nosi koki, jednoznacznie kojarzone z Miley Cyrus[6]. Strój Boleyn ma także zielony co nawiązuje do pieśni „Greensleeves”. Zgodnie z legendą została ona skomponowana przez Henryka VIII dla Anny[6]. Twórcy Marlow i Moss zadbali, aby motyw muzyczny „Greensleeves” był stale obecny w musicalu[7]. Dodatkowo Anne Boleyn nosi choker, symbolizujący sposób jej śmierci – „ścięcie głowy”[6].
- Postać Jane Seymour jest wzorowana na wokalistkach popowych takich jak Adele, Sia, Rihanna i Celine Dion[5]. Natomiast jej kostium to czarno-biały gorset nawiązujący do domów z muru pruskiego[6].
- Anna z Kleve naśladuje Nicki Minaj, „Feeling Myself” Beyoncé, „Royals” Lorde oraz „Fancy”[5] w wykonaniu Iggy Azalei i Charli XCX.
- Historia Katarzyna Howard została zaadaptowana do współczesnych czasów, dzięki jej podobieństwu do młodych gwiazd muzyki pop, jak Britney Spears i Ariana Grande[5]. Podobnie jak w kostiumie Anny Boleyn, również w kostiumie Howard pojawia się choker, który ma symbolizować sposób jej śmierci[6].
- Tworząc postać Catherine Parr, autorzy czerpali inspirację z twórczości Alicii Keys i Emeli Sandé[4].

Marlow i Moss ubolewali nad brakiem zróżnicowania płci w branży teatralnej, co skłoniło ich do skupienia się na tematach queer podczas tworzenia spektaklu. Chcieli, aby obsada była głównie kobieca lub niebinarna, a sama historia zawierała queerowe narracje w przestrzeni, która normalnie tego nie robi.

## Produkcje

### Edinburg Fringe
Światowa premiera Six odbyła się na festiwalu Fringe w Edynburgu w 2017 roku, wystawiony przez Cambridge University Musical Theatre Society. Choć produkcja nie zdobyła żadnych głównych nagród, została dobrze przyjęta i wyprzedana na festiwalu. Jej popularność doprowadziła do tego, że następnego lata Six zostało zaproszone z powrotem do Edinburgh Fringe, tym razem w jednym z większych miejsc festiwalu.

### Profesjonalny debiut i trasa po Wielkiej Brytanii (2018)
Produkcja w Edynburgu i późniejszy pokaz w Cambridge przykuły uwagę producentów Kenny Wax i Global Musicals. Widowisko, debiutujące 18 grudnia 2017 roku, było początkowo zarezerwowane na cztery spektakle w Arts Theatre na londyńskim West Endzielecz zostało ostatecznie zwiększona do sześciu przedstawień. Nagranie studyjne zostało wydane 13 września 2018 roku z oryginalną obsadą Arts Theatre.
Szóstka rozpoczęła swoje pierwsze objazdowe tournée po Wielkiej Brytanii 11 lipca w Norwich Playhouse z udziałem nowych i dawnych członków obsady z oryginalnej produkcji Arts Theatre. Wrócił na Edinburgh Fringe 1 sierpnia 2018 roku. Spektakl powrócił na Fringe w Edynburgu 1 sierpnia 2018 r. Produkcja na krótko została przywrócona do Londynu do Arts Theatre, gdzie została wystawiona 30 sierpnia 2018 r., a następnie zamknięta 14 października. Następnie kontynuowała swoje tournée po Wielkiej Brytanii. Trasa po Wielkiej Brytanii zakończyła się 30 grudnia 2018 r. w Glasgow.

### West End (2019-obecnie)

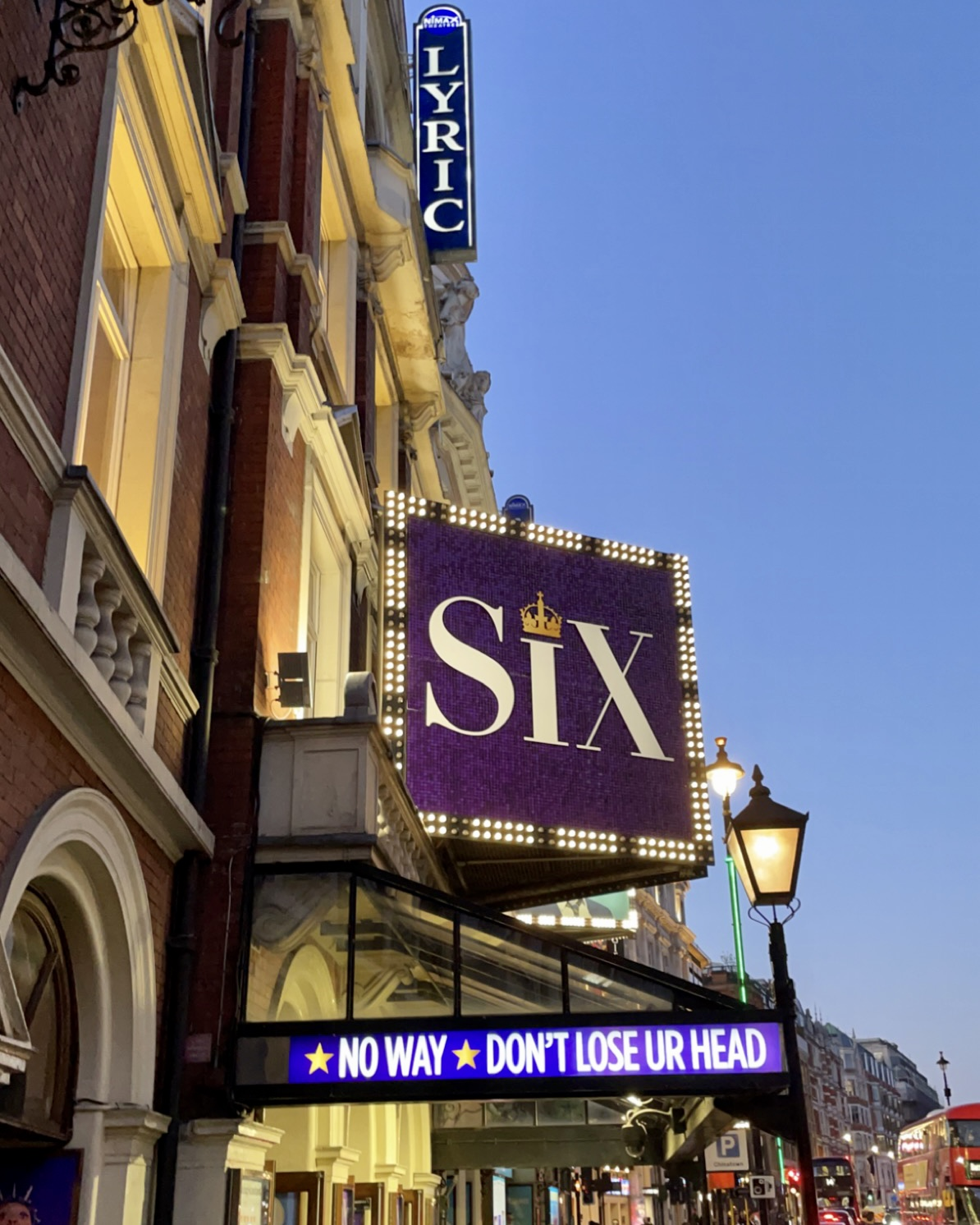
Branding widziany w Lyric Theatre w Londynie w 2020 roku.

Musical został ponownie otwarty na 16-tygodni w Teatrze Artystycznym 17 stycznia 2019 roku. Wyreżyserowany przez Lucy Moss i Jamie Armitage z choreografią Carrie-Anne Ingrouille, scenografią Emmy Bailey i nadzorem muzycznym Joe Beightona cykl miał zostać przedłużony do stycznia 2021 r. Jednak z powodu pandemii COVID-19 produkcja została wstrzymana od marca 2020 r.
To widowisko stało się jednym z pierwszych, które ponownie otwarto na West Endzie. Zostało ponownie otwarte na krótko w Lyric Theatre 5 grudnia 2020 r. z planami powrotu do Arts Theatre następnego roku. Ze względu na trwającą pandemię widzowie musieli zachować dystans społeczny, posiadać maseczkę ochronną, zmierzyć temperaturę ciała a sala widowiskowa mogła pomieścić do 50% widowni. W połowie grudnia ponownie wymagane było zamknięcie wszystkich londyńskich teatrów. Program został otwarty po raz drugi w Lyric w dniu 21 maja 2021 r., z zachowaniem powyższych środków bezpieczeństwa. Obecność na deskach Lyric Theatre zakończyła w dniu 29 sierpnia 2021 roku i ponownie została otwarta w pobliskim Teatrze Vaudeville w dniu 29 września.

### Trasa po Ameryce Północnej (2019)
Six miało swoją premierę w Ameryce Północnej w Chicago Shakespeare Theatre (CST) w maju 2019 r. Premiera w Chicago została wyprodukowana przez londyńskich producentów Six z udziałem producenta z Broadwayu, Kevina McColluma. Według Chrisa Jonesa, produkcja w Chicago była prawdopodobnie próbą na Broadwayu. Spektakl pobił rekordy kasowe w CST, a jego wystawienie w teatrach zostało ostatecznie przedłużone i rezerwacja na Broadwayu została przesunięta do 2020 roku. Pod koniec sierpnia musical został wystawiony w American Repertory Theater w Cambridge w stanie Massachusetts, a w listopadzie miał swoją kanadyjską premierę w Edmonton’s Citadel Theatre, po czym 22 grudnia 2019 r. zakończy trasę w Ordway Center dla Performing Arts w St. Paul w stanie Minnesota, przed swoim debiutem na Broadwayu.

### Trasa po Norwegii (2019–obecnie)
6 sierpnia 2019 roku amerykańska firma Norwegian Cruise Line ogłosiła, że podczas rejsu na trzech z ich statków wycieczkowych będzie można obejrzeć musical Six.Po raz pierwszy można było podziwiać musical we wrześniu 2019 r. na pokładzie statku Norwegian Bliss, natomiast po raz drugi, w listopadzie 2019 r, na Norwegian Breakaway. Pasażerowie trzeciego stattkuTrzecia produkcja miała rozpocząć się na Norwegian Breakaway w kwietniu 2020 r. Produkcje zostały wstrzymane w marcu 2020 r. z powodu pandemii COVID-19. Produkcja Norwegian Breakaway i Norwegian Bliss została wznowiona odpowiednio we wrześniu 2021 r. i październiku 2021 r.
Druga trasa po Wielkiej Brytanii została oficjalnie ogłoszona 5 września 2019 roku. Rozpoczęła się 24 października 2019 roku w Yvonne Arnaud Theatre w Guildford, z udziałem Lauren Drew, Maddison Bullement, Lauren Byrne, Shekinah McFarlane, Jodie Steele i Atheny Collins. Trasa miała potrwać do 25 lipca 2020 roku, kończąc się na Birmingham Hippodrome. Jednak z powodu pandemii COVID-19 i zamknięcia teatrów zawarto umowę między Society of London Theatre a brytyjskim związkiem aktorskim Equity, zapewniając, że West End i wykonawcy, którzy są obecni w ramach kontraktu, będą mogli kontynuować pracę na wcześniej zawartych warunkach i wznowić próby lub występy ze zmienionymi datami po zakończeniu pandemii.
W czerwcu 2020 roku zaplanowano produkcję objazdową w stylu drive-in. Została później anulowana z powodu trwającej pandemii COVID-19.
W kwietniu 2021 roku ogłoszono, że tournée zostanie wznowione, począwszy od 8 czerwca w Canterbury. Drew, Bulleyment, McFarlane i ich zastępcy powrócili do tej produkcji. Dołączyły do nich Caitlin Tipping, Vicki Manser, Elèna Gyasi i Natalie Pilkington, odpowiednio jako Jane Seymour, Katherine Howard i Catherine Parr. Data zmiany obsady brytyjskiego tournée została ustalona na 6 marca 2022 roku i odbędzie się w Guildford, a nowa obsada została ogłoszona 1 lutego 2022 roku. W obsadzie znajdą się Chloe Hart (Aragon), Jennifer Caldwell (Boleyn), Casey Al-Shaqsy (Seymour), Aiesha Pease (Cleves), Jaina Brock-Patel (Howard) i Alana M Robinson (Parr). Caldwell wcześniej dublowała rolę Anne Boleyn oraz Katherine Howard w poprzedniej obsadzie brytyjskiego tournée. Zmiana obsady została opóźniona do dziesiątego marca z powodu pojawienia się ognisk choroby COVID-19 w zastępczej obsadzie.

### Australia i Nowa Zelandia (2020/2021-obecnie)
Six miało swoją australijską premierę w Sydney Opera House w styczniu 2020 roku. Produkcja była pierwotnie planowana na występy w Melbourne’s Comedy Theatre w połowie 2020 roku i Adelaide’s Her Majesty’s Theatre pod koniec 2020 roku w ramach Adelaide Cabaret Festival, ale zostały one przełożone z powodu pandemii COVID-19. Producentami australijskiej produkcji są Louise Withers, Michael Coppel i Linda Bewick. Produkcja została wznowiona 19 grudnia 2021 roku w Sydney Opera House i potrwa do 2 kwietnia 2022 roku. Następnie będzie kontynuować swoją australijską trasę w Canberze, Adelajdzie, Melbourne i Brisbane, z przystankiem w Nowej Zelandii.

### Broadway (2020/2021-obecnie)
Pokazy przedpremierowe musicalu miały początek na Broadwayu 13 lutego 2020 r. w Brooks Atkinson Theatre. W dniu planowanej premiery broadwayowskiej, 12 marca 2020 r., wszystkie teatry zostały zamknięte z powodu pandemii COVID-19. pandemii COVID-19. W maju 2021 roku ogłoszono wznowienie występów przedpremierowych na Broadwayu od 17 września 2021 roku, a oficjalne otwarcie na 3 października Jak podaje Variety, pierwsza premiera musicalu na Broadwayu od początku pandemii, była nie tylko świętem dla teatru na Broadwayu, ale również świadectwem innowacyjnego wykorzystania przez spektakl mediów społecznościowych, dzięki którym zyskał międzynarodową popularność, zwłaszcza wśród młodych ludzi. Spektakl został wyreżyserowany przez Mossa i Armitage’a, choreografię przygotowała Carrie-Anne Ingrouille, scenografię – Emma Bailey, kostiumy – Gabriella Slade, dźwięk – Paul Gatehouse, oświetlenie – Tim Deiling, a muzykę skomponował Tom Curran. Oryginalna obsada broadwayowska nie różniła się od występującej podczas tournée po Ameryce Północnej w 2019 roku, z wyjątkiem dwóch dodatkowych aktorów swingowych. W ramach promocji spektaklu zespół wystąpił na paradzie Macy’ego z okazji Święta Dziękczynienia Macy’ego w 2021 roku.
Premiera albumu z oryginalną broadwayowską obsadą została zapowiedziana na 2022 r. Natomiast nagranie na żywo z premiery zostało udostępnione 6 maja 2022 roku.

### Trasa po Stanach Zjednoczonych (2022-obecnie)
Po zakończeniu pokazu finałowego oryginalnej produkcji w Chicago, 4 sierpnia 2019 r., ogłoszono powrót produkcji Six do miasta w Broadway Playhouse. Przedstawienie ostatecznie miało odbyć się 5 października 2021 roku, po tym jak zostało dwukrotnie przełożone z powodu pandemii COVID-19. Następnie produkcję przeniesiono do większego CIBC Theatre, gdzie będzie była wystawiana od 29 marca do 3 lipca 2022 r., jednocześnie rozpoczynając nowe tournée po Stanach Zjednoczonych, zwane tournée „Aragon”. Drugie tournée po Stanach Zjednoczonych – pod nazwą „Boleyn” – ogłoszono oficjalnie 28 lutego 2022 r., a jego początek zaplanowano na 20 września 2022 r. w Smith Center w Las Vegas w stanie Nevada.

### Polska (2023-obecnie)
W kwietniu 2022 roku Teatr Syrena ogłosił produkcję polskiej wersji musicalu w reżyserii Eweliny Adamskiej-Porczyk. Spektakl został zrealizowany w wersji non replica, co oznacza, że w spektaklu pojawią się autorskie choreografie, scenografia oraz kostiumy. Spektakl został przetłumaczony na język polski przez dyrektora teatru, Jacka Mikołajczyka. Premiera odbyła się 9 września 2023 roku.
W kwietniu 2025 roku odbyła się premiera "Six" w Krakowskim Teatrze Variete w reżyserii Katarzyny Chlebny.

## Główna obsada
| Rola                | Premiera w Edynburgu (2017) | Off-West End (2017) | Oryginalna trasa po Wielkiej Brytanii (2018) | Oryginalna obsada z West End (2019) | Oryginalna trasa po Ameryce Północnej (2019) | Oryginalna Broadwayowska obsada (2020/2021) | Obsada polska (Teatr Syrena, 2023)         |
| ------------------- | --------------------------- | ------------------- | -------------------------------------------- | ----------------------------------- | -------------------------------------------- | ------------------------------------------- | ------------------------------------------ |
| Katarzyna Aragońska | Megan Gilbert               | Renée Lamb          | Jarnéia Richard-Noel                         | Jarnéia Richard-Noel                | Adrianna Hicks                               | Adrianna Hicks                              | Olga Szomańska/ /Agnieszka Rose            |
| Anne Boleyn         | Ashleigh Weir               | Christina Modestou  | Millie O’Connell                             | Millie O’Connell                    | Andrea Macasaet                              | Andrea Macasaet                             | Izabela Pawletko/ /Aleksandra Gotowicka    |
| Jane Seymour        | Holly Musgrave              | Natalie Paris       | Natalie Paris                                | Natalie Paris                       | Abby Mueller                                 | Abby Mueller                                | Marta Burdynowicz/ /Agnieszka Rose         |
| Anna z Kleve        | Tilda Wickham               | Genesis Lynea       | Alexia McIntosh                              | Alexia McIntosh                     | Brittney Mack                                | Brittney Mack                               | Małgorzata Chruściel/ /Marta Skrzypczyńska |
| Katarzyna Howard    | Annabel Marlow              | Aimie Atkinson      | Aimie Atkinson                               | Aimie Atkinson                      | Samantha Pauly                               | Samantha Pauly                              | Anna Terpiłowska/ /Aleksandra Gotowicka    |
| Katarzyna Parr      | Shimali de Silva            | Izuka Hoyle         | Rasa Maiya Quansah                           | Rasa Maiya Quansah                  | Anna Uzele                                   | Anna Uzele                                  | Natalia Kujawa/ /Marta Skrzypczyńska       |

### Najważniejsi zastępcy z West End
- Anna Boleyn: Courtney Bowman
- Katherine Howard: Sophie Isaacs
- Katarzyna Parr: Danielle Steers

Współtwórca spektaklu, Toby Marlow, wcielił się w rolę Catherine Parr i zagrał w dwóch spektaklach na West Endzie, 28 lipca 2019 r. ze względu na chorobę członków obsady.

## Postacie drugoplanowe
Na scenie występuje także zespół akompaniujący pod nazwą „The Ladies in Waiting”. Grupa odpowiada za część akompaniamentu i z pomocą kostiumów wciela się w znane z historii damy dworu. Jak podaje Playbill, członkowie zespołu „wykonują niezliczoną ilość motywów muzycznych, popisów aktorskich i subtelnych układów choreograficznych, które pogłębiają wrażenia z koncertu i podkreślają niezwykle błyskotliwy dowcip zawarty w libretcie spektaklu”.

## Odbiór musicalu
W swojej recenzji w Arts Theatre Dominic Cavendish z gazety The Telegraph scharakteryzował spektakl jako „wspaniały – przekonujący – spójnym, pewnym siebie i pomysłowym”. Natomiast Lyn Gardner z „The Guardian” napisała: „Choć spektakl podszyty elementami humorystycznymi, porusza także ważne kwestie dotyczące odgrywanej przez kobiete roli ofiary i jej prób przetrwania”.
W recenzji chicagowskiej wersji spektaklu Chris Jones z Chicago Tribune ocenił widowisko jako „dynamiczne” i „wybuchowe”, z dodatkiem „poczucia humoru i radykalizmu ducha”. Opisał twórców, Marlow i Moss, jako „utalentowanych autorów komiksów”, a także chwalił „muzyczną siłę intensywnie zaangażowanych i utalentowanych aktorek”. Jones zauważył, że w spektaklu przydałoby się dodatkowe 10 minut materiału, który odchodziłby od fabularnej koncepcji konkursu wokalnego i skupił się na przeżywanych przez postacie emocjach. Uznał również, że aranżacja piosenek nie była wystarczająco rozbudowana. Jones twierdzi, że publiczność jest dobrze przygotowana do odbioru spektaklu, częściowo dlatego, że spektakl dotyka skomplikowanego problemu historycznego i podchodzi do niego z rozmachem – twórcy przedstawiają w jaki sposób wspomnienia kobiet w historii są powiązane z życiem mężczyzny.
Hedy Weiss z WTTW oceniła musical jako „rewelacyjny”, wyróżniając każdego z wykonawców w chicagowskiej obsadzie. Weiss uważa, że spektakl wiarygodnie przedstawia każdą z postaci, a oprócz pochwał dla scenarzystów, zwraca uwagę na „dynamiczną reżyserię Mossa i Jamiego Armitage’a, świetne kierownictwo muzyczne Roberty Duchak” oraz „błyszczące kostiumy Gabrielli Slade i oświetlenie w stylu areny Tima Deilinga”. Według Rachel Weinberg z Broadway World, „Szóstka przeprowadza radosne i anachroniczne obalenie patriarchatu” dzięki występom „genialnej” obsady oraz książce i partyturze o pomysłowej i rewelacyjnej strukturze kompozycyjnej. Jesse Green z „The New York Times” napisał, że musical jest „czystą rozrywką”, pisarstwo jest „nikczemnie inteligentne”, „wspaniali śpiewacy” z Chicago sprzedają spektakl „bez zastrzeżeń”, a wartości produkcyjne „są godne hucznej północnoamerykańskiej premiery z broadwayowskim tłem”.
Produkcja broadwayowskiej z 2021 roku została oceniona pozytywnie. Green w „New York Timesie” gorąco polecał produkcję, nazywając ją „pełnym humoru echem przeszłości”. Frank Rizzo z Variety napisał: „Może nie jest to arcydzieło, ale potrafi rozbawić jak żadna inna sztuka”. Johnny Oleksinski z New York Post natomiast przyznał spektaklowi trzy na cztery gwiazdki oraz określił piosenki jako „niezwykle błyskotliwe i chwytliwe”.

## Wierność historyczna
Musical jest inspirowany postaciami historycznymi z zachowaniem różnego stopnia zgodności z faktami historycznymi. Z reguły produkcja jest raczej życzliwa względem bohaterów. Jednym z przykładów jest przedstawienie Katherine Howard jako osoby, która doświadczyła gwałtu, co jest tematem dyskusji wśród historyków. Naukowcy i pisarze, tacy jak Suzannah Lipscomb i Gareth Russell, uważają się za fanów musicalu.